# Міноміні (Мічиган)
Міноміні (англ. Menominee) — місто (англ. city) в США, в окрузі Меноміні штату Мічиган. Населення — 8488 осіб (2020).

## Географія
Міноміні розташоване за координатами 45°7′20″ пн. ш. 87°37′25″ зх. д. / 45.12222° пн. ш. 87.62361° зх. д. (45.122088, -87.623573).  За даними Бюро перепису населення США в 2010 році місто мало площу 14,19 км², з яких 13,34 км² — суходіл та 0,85 км² — водойми.

### Клімат
| Клімат : Міноміні     | Клімат : Міноміні | Клімат : Міноміні | Клімат : Міноміні | Клімат : Міноміні | Клімат : Міноміні | Клімат : Міноміні | Клімат : Міноміні | Клімат : Міноміні | Клімат : Міноміні | Клімат : Міноміні | Клімат : Міноміні | Клімат : Міноміні | Клімат : Міноміні |
| Показник              | Січ.              | Лют.              | Бер.              | Квіт.             | Трав.             | Черв.             | Лип.              | Серп.             | Вер.              | Жовт.             | Лист.             | Груд.             | Рік               |
| Середній максимум, °C | −2,8              | −1,1              | 3,9               | 11,1              | 18,3              | 23,9              | 26,7              | 25,6              | 21,1              | 13,3              | 6,1               | −0,6              | 12,2              |
| Середній мінімум, °C  | −11,7             | −10,6             | −5,6              | 0,6               | 7,2               | 12,8              | 15,0              | 14,4              | 10,0              | 3,9               | −2,2              | −7,8              | 2,2               |
| Норма опадів, мм      | 11                | 4                 | 13                | 29                | 37                | 38                | 38                | 34                | 35                | 31                | 21                | 10                | 300               |
| --------------------- | ----------------- | ----------------- | ----------------- | ----------------- | ----------------- | ----------------- | ----------------- | ----------------- | ----------------- | ----------------- | ----------------- | ----------------- | ----------------- |

## Демографія
Згідно з переписом 2010 року, у місті мешкало 8599 осіб у 3987 домогосподарствах у складі 2311 родини. Густота населення становила 606 осіб/км².  Було 4456 помешкань (314/км²).
Расовий склад населення:
| - 96,7 % — білих - 0,9 % — корінних американців - 0,5 % — азіатів - 0,4 % — чорних або афроамериканців |

До двох чи більше рас належало 1,2 %. Частка іспаномовних становила 1,4 % від усіх жителів.
За віковим діапазоном населення розподілялося таким чином: 21,8 % — особи молодші 18 років, 59,9 % — особи у віці 18—64 років, 18,3 % — особи у віці 65 років та старші. Медіана віку мешканця становила 44,0 року. На 100 осіб жіночої статі у місті припадало 94,8 чоловіків;  на 100 жінок у віці від 18 років та старших — 92,3 чоловіків також старших 18 років.
Середній дохід на одне домашнє господарство  становив 44 806 доларів США (медіана — 32 247), а середній дохід на одну сім'ю — 54 774 долари (медіана — 44 779). Медіана доходів становила 43 224 долари для чоловіків та 27 992 долари для жінок. За межею бідності перебувало 21,8 % осіб, у тому числі 40,7 % дітей у віці до 18 років та 12,0 % осіб у віці 65 років та старших.
Цивільне працевлаштоване населення становило 3570 осіб. Основні галузі зайнятості: виробництво — 34,6 %, освіта, охорона здоров'я та соціальна допомога — 17,0 %, мистецтво, розваги та відпочинок — 13,9 %.

## Персоналії
- Мітчелл Лейзен (1898 -1972) — американський режисер, художник-постановник і художник по костюмах.